# Pygidialdrüse
Pygidialdrüsen sind bei Insekten am Hinterleib vorkommende paarige Drüsen unterschiedlicher Funktion. Sie treten bei einigen Käfern (beispielsweise bei Laufkäfern, Schwimmkäfern und Aaskäfern) und bei Hautflüglern auf. Sie finden sich am Pygidium, auch als Analschild oder Telson bezeichnet. Pygidialdrüsen werden oft von den nahe dem After mündenden Afterdrüsen unterschieden.

## Einzelbelege
1. ↑  Stefan von Kéler: Entomologisches Wörterbuch mit besonderer Berücksichtigung der morphologischen Terminologie. 3. Auflage. Akademie-Verlag, Berlin 1963.
2. ↑  A. Giglio, P. Brandmayr, F. Talarico & T. Zetto (2011): Current knowledge on exocrine glands in carabid beetles: structure, function and chemical compounds. ZooKeys 100:193-201. doi:10.3897/zookeys.100.1527
3. ↑  Konrad Dettner: Chemical Ecology and Biochemistry of Dytiscidae. Chapter 6 (Seiten 235–306) in: Donald A. Yee (ed.): Ecology, Systematics, and the Natural History of Predaceous Diving Beetles (Coleoptera: Dytiscidae). Springer, Dordrecht 2014. ISBN 978-94-017-9108-3 doi:10.1007/978-94-017-9109-0_6